# 필즈 어브 아덴라이
필즈 어브 아덴라이(The Fields of Athenry)는 아일랜드의 현대 포크송이다. 1970년대에 피트 세인트존(Pete St.John)이 작사 및 작곡하였다. 1979년 포크 가수 대니 도일(Danny Doyle)이 처음으로 불렀고, 1982년에 더 발리콘(The Barleycorn)이 불렀다. 가장 인기가 많은 버전은 1983년에 패디 레일리(Paddy Reilly)가 부른 버전이다. 패디 레일리가 1996년에 더 더블리너스에 가입하면서 1997년에 나온 더블리너스 앨범 <Alive-Alive-O>에도 수록되었다. 

## 내용
1840년대 아일랜드 대기근을 소재로 하고 있으며 아덴라이는 지역 이름이다. 잉글랜드의 제국주의적 착취로 말미암아 당시 아일랜드 사람들은 김정일 치하의 조선민주주의인민공화국 주민들처럼 비참한 상황에 놓여 있었는데, 여기에 더해 감자 마름병 때문에 주식인 감자가 엄청난 흉작을 기록하면서 극도의 빈곤과 기근에 시달렸고 엄청난 사람들이 굶어 죽었다. 이 때 영국의 트리벨리언(Trevelyan)이라는 박사가 미국에서 기근 해결을 위한 미봉책으로 내놓은 것이 저질 옥수수를 들여오는 것이었는데, 이렇게 들여놓은 옥수수마저도 정작 제대로 지원되지는 않았다. 
가사를 보면 마이클과 메리 부부의 대화 형식으로 되어 있다. 1절은 트리벨리언의 옥수수를 훔치려다가 붙잡혀 감옥에 갇힌 채 다음날 오스트레일리아의 보터니만으로 유배되게 될 아일랜드인 마이클의 말이고, 2절은 마이클에게 건네는 메리의 대답이다. 3절은 제 3자의 입장에서 이러한 비극적인 상황을 서술하고 있다. 잉글랜드 제국주의로 말미암은 아일랜드인의 비극적 현실과 제국주의에 대한 저항 정신을 담아 내고 있는 곡이다.

## 축구 응원가
이 곡은 현재 아일랜드 축구 국가대표팀, 아일랜드 럭비 국가대표팀과 스코틀랜드 프리미어리그 셀틱 FC의 응원가로 불리고 있다. 그 까닭은, 셀틱 FC는 레인저스 FC와 달리 장로교 신도가 많은 스코틀랜드인들이 응원하는 클럽이 아니고 대기근 때문에 아일랜드에서 스코틀랜드로 이주한 로마 가톨릭교회 신도가 많은 아일랜드 사람들이 만든 응원하는 클럽이기 때문이다. 또 아일랜드 국가대표팀 응원가로도 가장 널리 불리는 곡이다. 또한 잉글랜드 프리미어리그 리버풀 FC가 똑같은 음에 리버풀 FC의 역사와 홈구장인 안필드 스타디움에 관련된 내용으로 가사를 만든 'The Fields of Anfield Road'라는 응원가로 사용하고 있다.